# 포브레 세뇨리타 리만투르
《포브레 세뇨리타 리만투르》(스페인어: Pobre señorita Limantour)은 1987년 방영된 멕시코의 텔레노벨라이다.